# Byarums församling
Byarums församling var en församling i Östbo kontrakt, Växjö stift och Vaggeryds kommun. Församlingen uppgick 2010 i Byarum-Bondstorps församling. Församlingskyrka var Byarums kyrka.

## Administrativ historik
Församlingen har medeltida ursprung.
Församlingen utgjorde under medeltiden ett eget pastorat, för att därefter fram till 1 maj 1922 vara annexförsamling i pastoratet Tofteryd, Byarum och Bondstorp, där Bondstorp var utbrutet från sen medeltid till 21 mars 1629 och från 30 oktober 1651 till 1712. Från 1922 var församlingen moderförsamling i pastoratet Byarum och Bondstorp, som från 1981 också omfattade Svenarums församling.Församlingen uppgick 2010 i Byarum-Bondstorps församling.
Församlingskod var 066501.